# Mont Lozère et Goulet
Mont Lozère et Goulet  est une commune française, située dans le département de la Lozère en région Occitanie.
De statut administratif commune nouvelle, elle est issue du regroupement le 1er janvier 2017 des communes de Bagnols-les-Bains, Belvezet, Le Bleymard, Chasseradès, Mas-d'Orcières et Saint-Julien-du-Tournel.

## Géographie

### Localisation

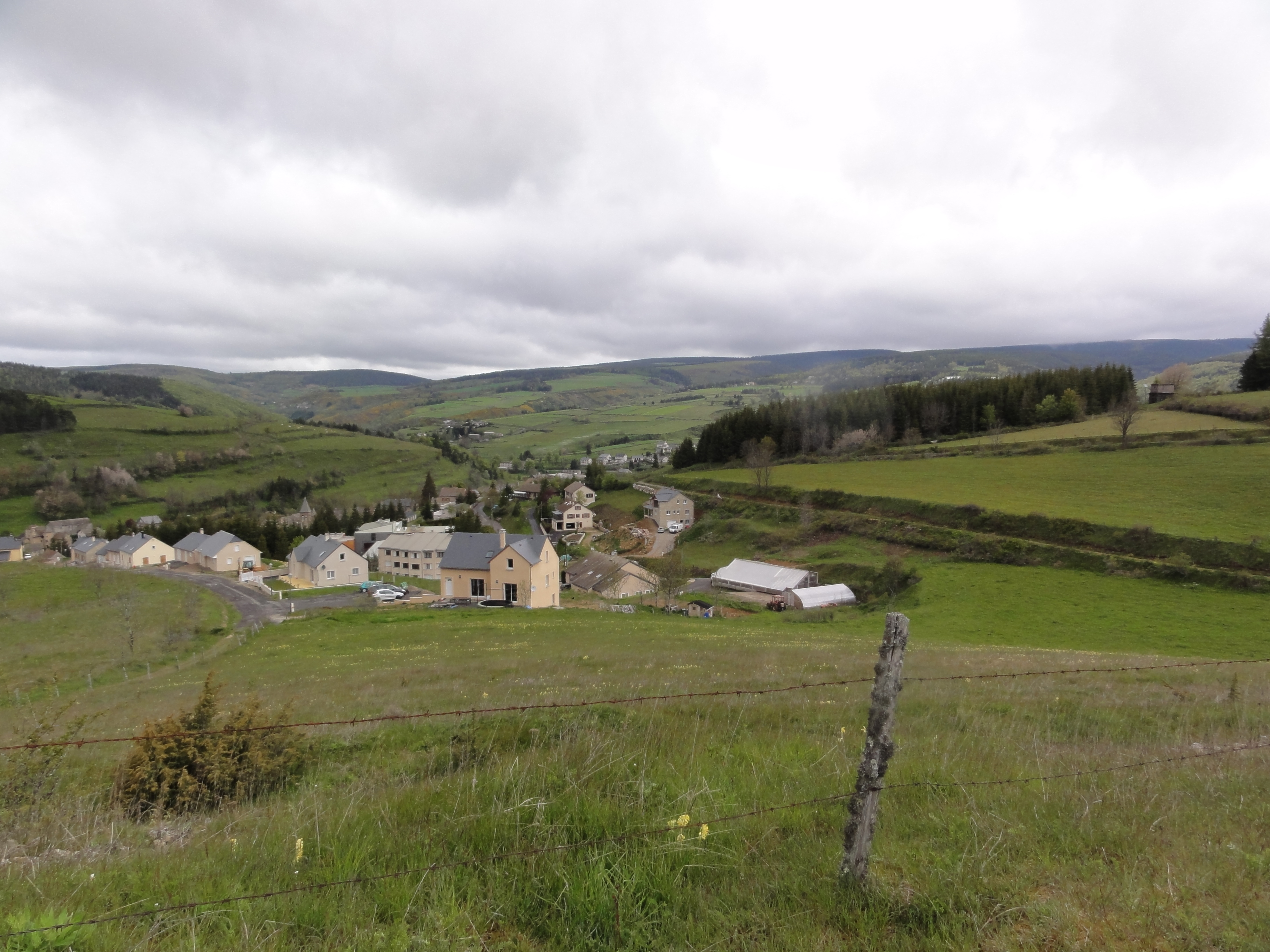
Village du Bleymard.

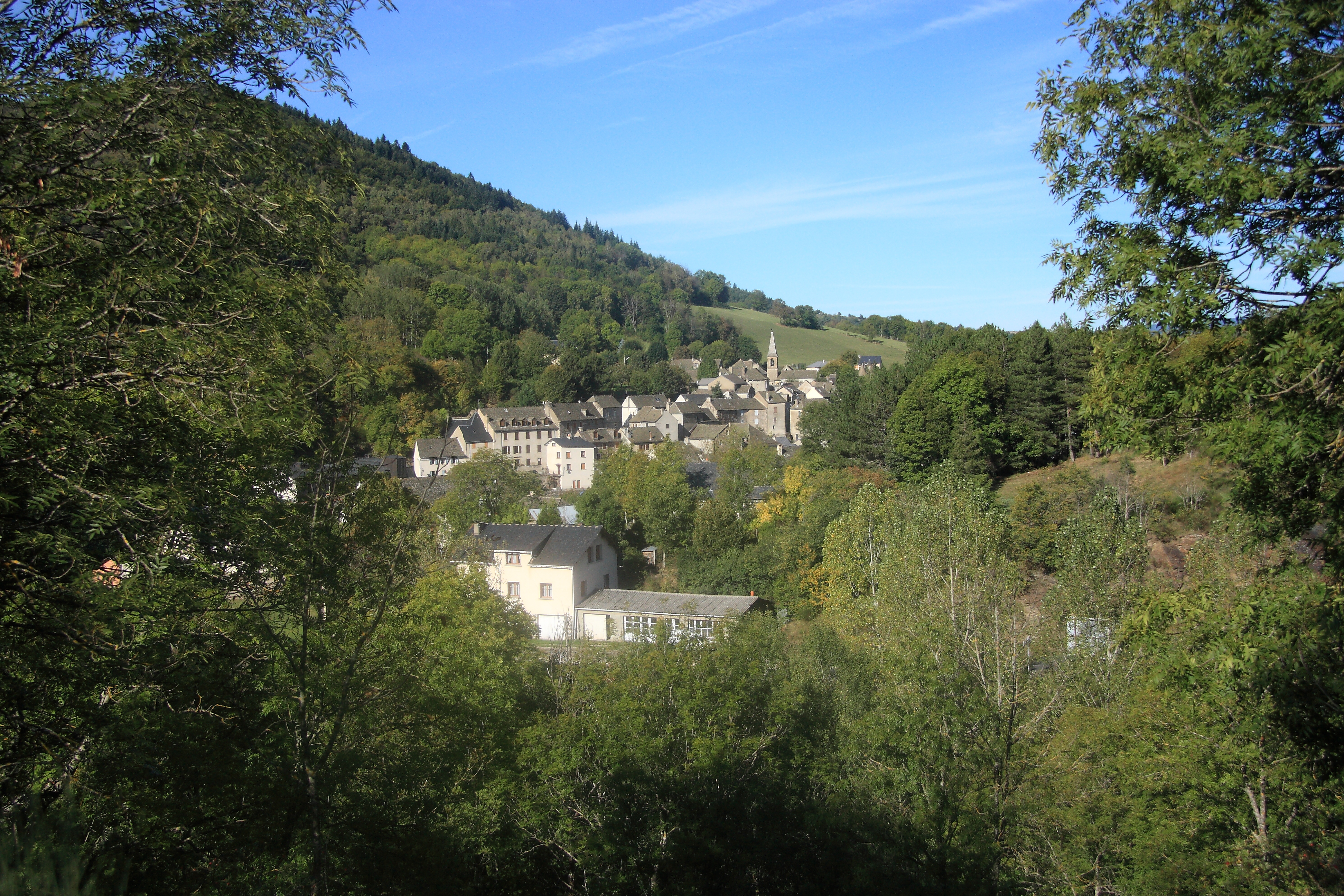
Village de Bagnols-les-Bains.

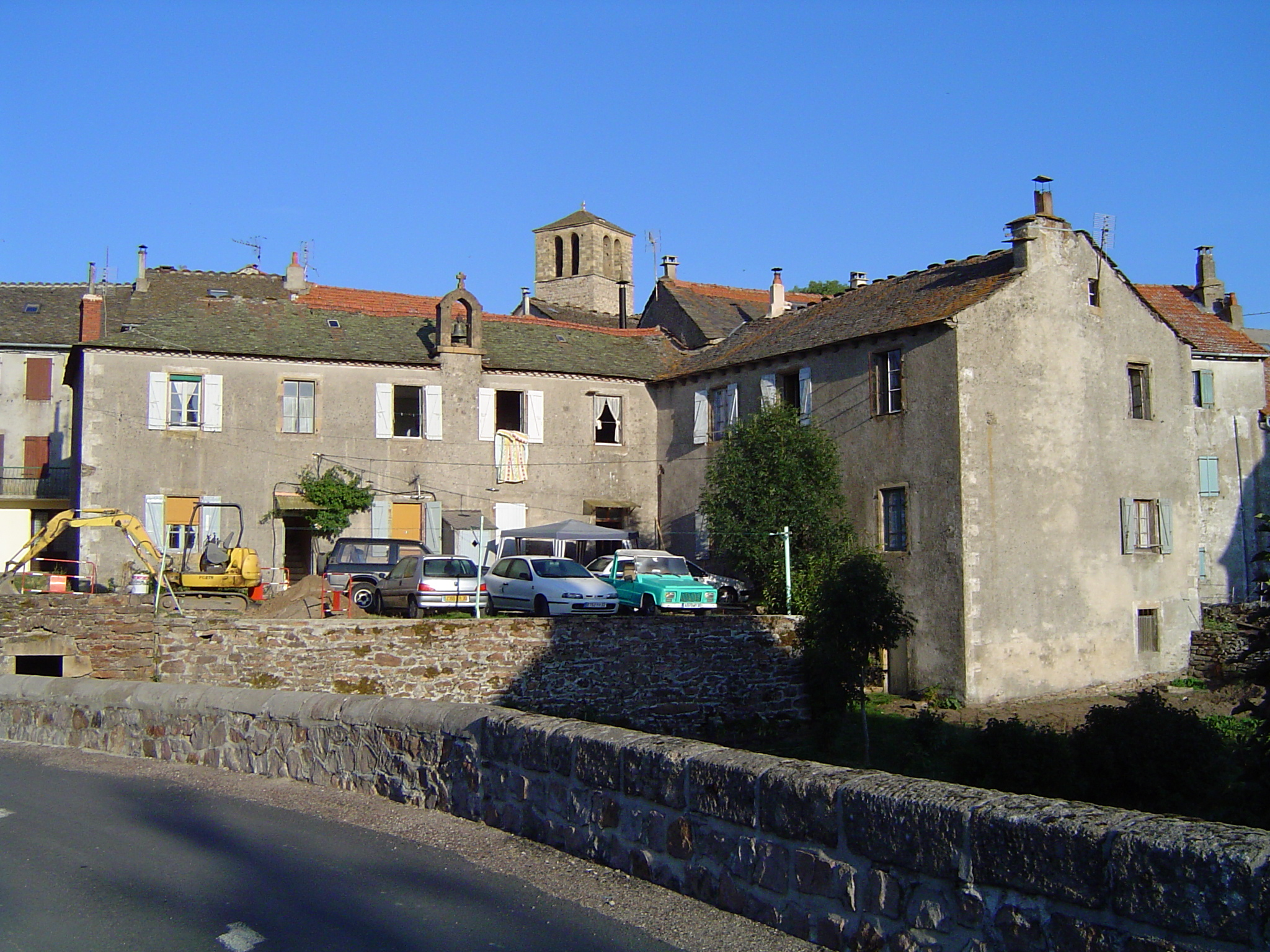
Village de Chasseradès.

La commune est située sur le versant nord du mont Lozère et sur les deux versants de la montagne du Goulet. La localité la plus importante est Le Bleymard (environ 350 habitants). Situé entre les Cévennes et la Margeride.

### Communes limitrophes
Les communes limitrophes sont Saint-Étienne-du-Valdonnez, Lanuéjols, Montbel, Saint-Frézal-d'Albuges, Pont de Montvert - Sud Mont Lozère, Luc, La Bastide-Puylaurent, Prévenchères, Altier, Cheylard-l'Évêque, Les Bondons, Cubières, Allenc et Chadenet.
| Saint-Frézal-d'Albuges, Montbel, Allenc | Cheylard-l'Évêque, Luc | La Bastide-Puylaurent, Prévenchères |
| Chadenet, Lanuéjols                     | Mont Lozère et Goulet  | Altier, Cubières                    |
| Saint-Étienne-du-Valdonnez              | Les Bondons            | Pont de Montvert - Sud Mont Lozère  |

### Hydrographie
Le Lot naît dans la montagne du Goulet et coule vers l'ouest, la Garonne et le bassin aquitain.
L'Allier naît dans le nord de la commune et coule vers le nord, la Loire et le bassin collecteur de la Loire.
Entre ces deux bassins hydrographiques, le Chassezac coule vers l'est et l'Ardèche et le bassin rhodanien.

### Climat
Pour des articles plus généraux, voir Climat de l'Occitanie et Climat de la Lozère.
En 2010, le climat de la commune est de type climat de montagne, selon une étude s'appuyant sur une série de données couvrant la période 1971-2000. En 2020, Météo-France publie une typologie des climats de la France métropolitaine dans laquelle la commune est exposée à un climat de montagne ou de marges de montagne et est dans la région climatique Sud-est du Massif Central, caractérisée par une pluviométrie annuelle de 1 000 à 1 500 mm, minimale en été, maximale en automne.
Pour la période 1971-2000, la température annuelle moyenne est de 7,2 °C, avec une amplitude thermique annuelle de 15,6 °C. Le cumul annuel moyen de précipitations est de 1 281 mm, avec 10,2 jours de précipitations en janvier et 6,1 jours en juillet. Pour la période 1991-2020, la température moyenne annuelle observée sur la station météorologique installée sur la commune est de 6,9 °C et le cumul annuel moyen de précipitations est de 1 192,5 mm,. Pour l'avenir, les paramètres climatiques de la commune estimés pour 2050 selon différents scénarios d'émission de gaz à effet de serre sont consultables sur un site dédié publié par Météo-France en novembre 2022.
| Mois                                  | jan.           | fév.           | mars           | avril         | mai           | juin          | jui.          | août          | sep.          | oct.          | nov.             | déc.           | année      |
| ------------------------------------- | -------------- | -------------- | -------------- | ------------- | ------------- | ------------- | ------------- | ------------- | ------------- | ------------- | ---------------- | -------------- | ---------- |
| Température minimale moyenne (°C)     | −3,4           | −3,7           | −1,1           | 1,6           | 5,1           | 9,1           | 10,9          | 11            | 7,8           | 4,8           | 0,2              | −2,2           | 3,3        |
| Température moyenne (°C)              | −0,6           | −0,7           | 2,3            | 5,3           | 9,1           | 13,5          | 15,6          | 15,6          | 11,7          | 8,1           | 2,8              | 0,6            | 6,9        |
| Température maximale moyenne (°C)     | 2,1            | 2,3            | 5,7            | 9,1           | 13            | 17,9          | 20,4          | 20,3          | 15,6          | 11,3          | 5,5              | 3,4            | 10,6       |
| Record de froid (°C) date du record   | −15,5 11.01.03 | −19,1 04.02.12 | −16,7 01.03.05 | −8,3 02.04.22 | −4,8 05.05.19 | −0,2 02.06.06 | 1,3 12.07.00  | 3,2 26.08.18  | −1,4 27.09.10 | −9,5 25.10.03 | −12,1 22.11.1998 | −17,9 14.12.01 | −19,1 2012 |
| Record de chaleur (°C) date du record | 18,5 20.01.08  | 17,1 26.02.19  | 18 17.03.14    | 22,2 09.04.11 | 25,6 22.05.22 | 31,6 28.06.19 | 30,6 07.07.15 | 32,7 22.08.23 | 26 16.09.19   | 23,6 10.10.23 | 18,7 10.11.15    | 17,8 02.12.15  | 32,7 2023  |
| Précipitations (mm)                   | 80,2           | 63,1           | 80             | 114,3         | 119,4         | 82,8          | 63,8          | 69,2          | 105           | 152,5         | 165,1            | 97,1           | 1 192,5    |

## Urbanisme

### Typologie
Au 1er janvier 2024, Mont Lozère et Goulet est catégorisée commune rurale à habitat dispersé, selon la nouvelle grille communale de densité à sept niveaux définie par l'Insee en 2022.
Elle est située hors unité urbaine. Par ailleurs la commune fait partie de l'aire d'attraction de Mende, dont elle est une commune de la couronne,. Cette aire, qui regroupe 31 communes, est catégorisée dans les aires de moins de 50 000 habitants,.

### Occupation des sols

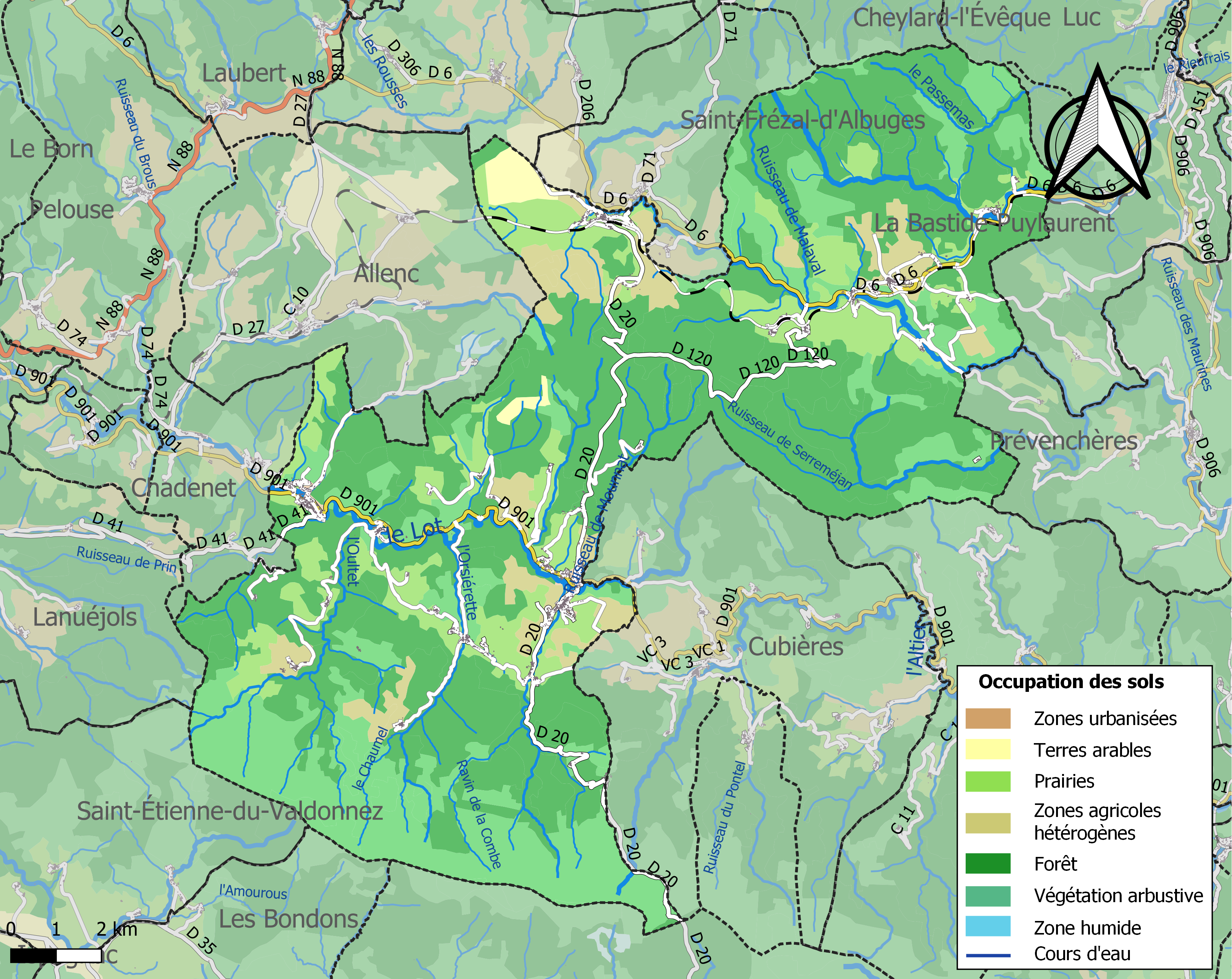
Carte des infrastructures et de l'occupation des sols de la commune en 2018 (CLC).

L'occupation des sols de la commune, telle qu'elle ressort de la base de données européenne d’occupation biophysique des sols Corine Land Cover (CLC), est marquée par l'importance des forêts et milieux semi-naturels (87,5 % en 2018), une proportion sensiblement équivalente à celle de 1990 (89,2 %). La répartition détaillée en 2018 est la suivante : 
forêts (79,1 %), prairies (10,9 %), milieux à végétation arbustive et/ou herbacée (8,4 %), zones agricoles hétérogènes (1,7 %).
L'IGN met par ailleurs à disposition un outil en ligne permettant de comparer l’évolution dans le temps de l’occupation des sols de la commune (ou de territoires à des échelles différentes). Plusieurs époques sont accessibles sous forme de cartes ou photos aériennes : la carte de Cassini (XVIIIe siècle), la carte d'état-major (1820-1866) et la période actuelle (1950 à aujourd'hui).

### Voies de communication et transports
La route départementale 901 traverse la commune d'est en ouest, unissant Mende à Villefort et la départementale 20 traverse le Mont Lozère du nord au sud. Les deux se croisent au Bleymard, chef-lieu de la commune.
Les communes déléguées de Belvezet et Chasseradès sont desservies par la ligne ferroviaire du Monastier à La Bastide-Saint-Laurent-les-Bains, permettant de rejoindre les communes de Mende et de Nîmes.

### Risques majeurs
Le territoire de la commune de Mont Lozère et Goulet est vulnérable à différents aléas naturels : météorologiques (tempête, orage, neige, grand froid, canicule ou sécheresse), inondations, feux de forêts, mouvements de terrains et séisme (sismicité faible). Il est également exposé à un risque particulier : le risque de radon. Un site publié par le BRGM permet d'évaluer simplement et rapidement les risques d'un bien localisé soit par son adresse soit par le numéro de sa parcelle.

#### Risques naturels
Certaines parties du territoire communal sont susceptibles d’être affectées par le risque d’inondation par débordement de cours d'eau, notamment l'Allier, le Lot, le Chassezac, l'Altier, le ruisseau d'Allenc et le ruisseau de Malaval. La commune a été reconnue en état de catastrophe naturelle au titre des dommages causés par les inondations et coulées de boue survenues en 1982, 1994, 2003 et 2020,.
Mont Lozère et Goulet est exposée au risque de feu de forêt. Un plan départemental de protection des forêts contre les incendies (PDPFCI) a été approuvé en décembre 2014 pour la période 2014-2023. Les mesures individuelles de prévention contre les incendies sont précisées par divers arrêtés préfectoraux et s’appliquent dans les zones exposées aux incendies de forêt et à moins de 200 mètres de celles-ci. L’arrêté du 23 mars 2018, complété par un arrêté de 2020, réglemente l'emploi du feu en interdisant notamment d’apporter du feu, de fumer et de jeter des mégots de cigarette dans les espaces sensibles et sur les voies qui les traversent sous peine de sanctions. L'arrêté du 23 août 2021, abrogeant un arrêté de 2002, rend le débroussaillement obligatoire, incombant au propriétaire ou ayant droit,,.

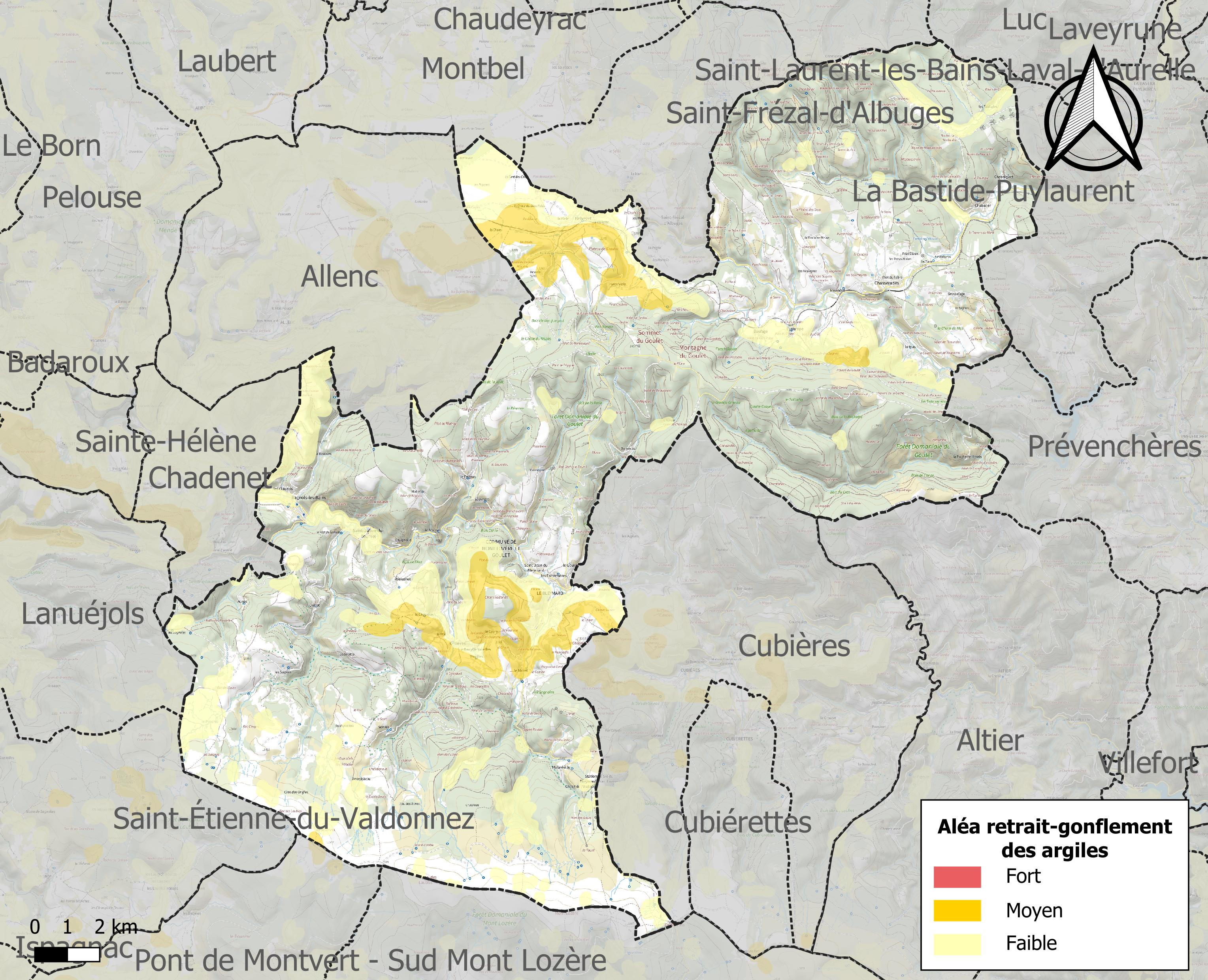
Carte des zones d'aléa retrait-gonflement des sols argileux de Mont Lozère et Goulet.

Les mouvements de terrains susceptibles de se produire sur la commune sont des affaissements et effondrements liés aux cavités souterraines (hors mines), des éboulements, chutes de pierres et de blocs et des glissements de terrain. Par ailleurs, afin de mieux appréhender le risque d’affaissement de terrain, l'inventaire national des cavités souterraines permet de localiser celles situées sur la commune.
Le retrait-gonflement des sols argileux est susceptible d'engendrer des dommages importants aux bâtiments en cas d’alternance de périodes de sécheresse et de pluie. 5 % de la superficie communale est en aléa moyen ou fort (15,8 % au niveau départemental et 48,5 % au niveau national). Sur les 1 094 bâtiments dénombrés sur la commune en 2019, 66 sont en aléa moyen ou fort, soit 6 %, à comparer aux 14 % au niveau départemental et 54 % au niveau national. Une cartographie de l'exposition du territoire national au retrait gonflement des sols argileux est disponible sur le site du BRGM,.
Par ailleurs, afin de mieux appréhender le risque d’affaissement de terrain, l'inventaire national des cavités souterraines permet de localiser celles situées sur la commune.

#### Risque particulier
Dans plusieurs parties du territoire national, le radon, accumulé dans certains logements ou autres locaux, peut constituer une source significative d’exposition de la population aux rayonnements ionisants. Certaines communes du département sont concernées par le risque radon à un niveau plus ou moins élevé. Selon la classification de 2018, la commune de Mont Lozère et Goulet est classée en zone 2, à savoir zone à potentiel radon faible mais sur lesquelles des facteurs géologiques particuliers peuvent faciliter le transfert du radon vers les bâtiments.

## Histoire
La commune nouvelle regroupe les anciennes communes de Bagnols-les-Bains, Belvezet, Le Bleymard, Chasseradès, Mas-d'Orcières et Saint-Julien-du-Tournel, Chabalier, devenues des communes déléguées au 1er janvier 2017.
Son chef-lieu se situe au Bleymard.
La présence de la commune déléguée de Bagnols-les-Bains est toutefois remise en cause par un certain nombre de conseillers municipaux issus de cette commune déléguée, depuis le vote du budget de 2018.

## Politique et administration

### Découpage territorial
La commune de Mont Lozère et Goulet est membre de la communauté de communes Mont Lozère, un établissement public de coopération intercommunale (EPCI) à fiscalité propre créé le 30 novembre 2016 dont le siège est à Mont Lozère et Goulet. Ce dernier est par ailleurs membre d'autres groupements intercommunaux.
Sur le plan administratif, elle est rattachée à l'arrondissement de Mende, à la circonscription administrative de l'État de la Lozère et à la région Occitanie.
Sur le plan électoral, elle dépend du Saint-Étienne-du-Valdonnez pour l'élection des conseillers départementaux, depuis le redécoupage cantonal de 2014 entré en vigueur en 2015, et de la circonscription de la Lozère  pour les élections législatives, depuis le dernier découpage électoral de 2010.
À la suite du décret du 5 mars 2020, la commune est entièrement rattachée au canton de Saint-Étienne-du-Valdonnez.

### Liste des maires
| Période      | Période                    | Identité      | Étiquette | Qualité                                                          |
| ------------ | -------------------------- | ------------- | --------- | ---------------------------------------------------------------- |
| janvier 2017 | En cours (au 20 juin 2020) | Pascal Beaury |           | maire (2011-2016), puis maire délégué de Saint-Julien-du-Tournel |

### Communes déléguées
| Nom                     | Code Insee | Intercommunalité         | Superficie (km2) | Population (dernière pop. légale) | Densité (hab./km2) |
| ----------------------- | ---------- | ------------------------ | ---------------- | --------------------------------- | ------------------ |
| Le Bleymard (siège)     | 48027      | CC du Goulet-Mont Lozère | 16,36            | 377 (2014)                        | 23                 |
| Bagnols-les-Bains       | 48014      | CC du Goulet-Mont Lozère | 2,4              | 209 (2014)                        | 87                 |
| Belvezet                | 48023      | CC du Goulet-Mont Lozère | 12,39            | 88 (2014)                         | 7,1                |
| Chasseradès             | 48040      | CC du Goulet-Mont Lozère | 61,93            | 144 (2014)                        | 2,3                |
| Mas-d'Orcières          | 48093      | CC du Goulet-Mont Lozère | 36,56            | 110 (2014)                        | 3                  |
| Saint-Julien-du-Tournel | 48164      | CC du Goulet-Mont Lozère | 36,57            | 123 (2014)                        | 3,4                |

## Population et société

### Démographie

#### Évolution démographique
L'évolution du nombre d'habitants est connue à travers les recensements de la population effectués dans la commune depuis sa création.

En 2022, la commune comptait 1 107 habitants, en évolution de +7,16 % par rapport à 2016 (Lozère : +0,11 %, France hors Mayotte : +2,11 %).
| 2015  | 2016  | 2021  | 2022  |
| ----- | ----- | ----- | ----- |
| 1 043 | 1 033 | 1 085 | 1 107 |

#### Pyramide des âges
La population de la commune est plus âgée que celle du département. En 2018, le taux de personnes d'un âge inférieur à 30 ans s'élève à 25,2 %, soit un taux inférieur à la moyenne départementale (29,7 %). À l'inverse, le taux de personnes d'un âge supérieur à 60 ans (39.0 %) est supérieur au taux départemental (32,5 %).
En 2018, la commune comptait 550 hommes pour 489 femmes, soit un taux de 52,94 % d'hommes, supérieur au taux départemental (49,96 %).
Les pyramides des âges de la commune et du département s'établissent comme suit :
| Hommes | Classe d’âge | Femmes |
| ------ | ------------ | ------ |
| 1,8    | 90 ou +      | 3,6    |
| 13,7   | 75-89 ans    | 14,6   |
| 21,8   | 60-74 ans    | 22,6   |
| 20,2   | 45-59 ans    | 19,5   |
| 15,7   | 30-44 ans    | 16,3   |
| 12,8   | 15-29 ans    | 9,1    |
| 14,0   | 0-14 ans     | 14,2   |

| Hommes | Classe d’âge | Femmes |
| ------ | ------------ | ------ |
| 1      | 90 ou +      | 2,8    |
| 9,1    | 75-89 ans    | 11,8   |
| 21,6   | 60-74 ans    | 21,1   |
| 21,5   | 45-59 ans    | 20,2   |
| 16,3   | 30-44 ans    | 15,9   |
| 15,5   | 15-29 ans    | 13,6   |
| 15     | 0-14 ans     | 14,6   |

### Enseignement

#### Le Bleymard
Le Bleymard possède une groupe scolaire accueillant les élèves de la TPS au CM2, ainsi qu'un collège (collège Henri Rouvière). Ce dernier est l'un des plus petits collèges de Lozère, ainsi que l'un des plus petits de France. Il accueille les élèves du village, ainsi qu'un certains nombres originaires de localités avoisiantes plus petites (Bagnols-les-Bains, Saint-Julien-du-Tournel, Cubières, Cubiérettes, Belvezet...).

#### Bagnols-les-Bains

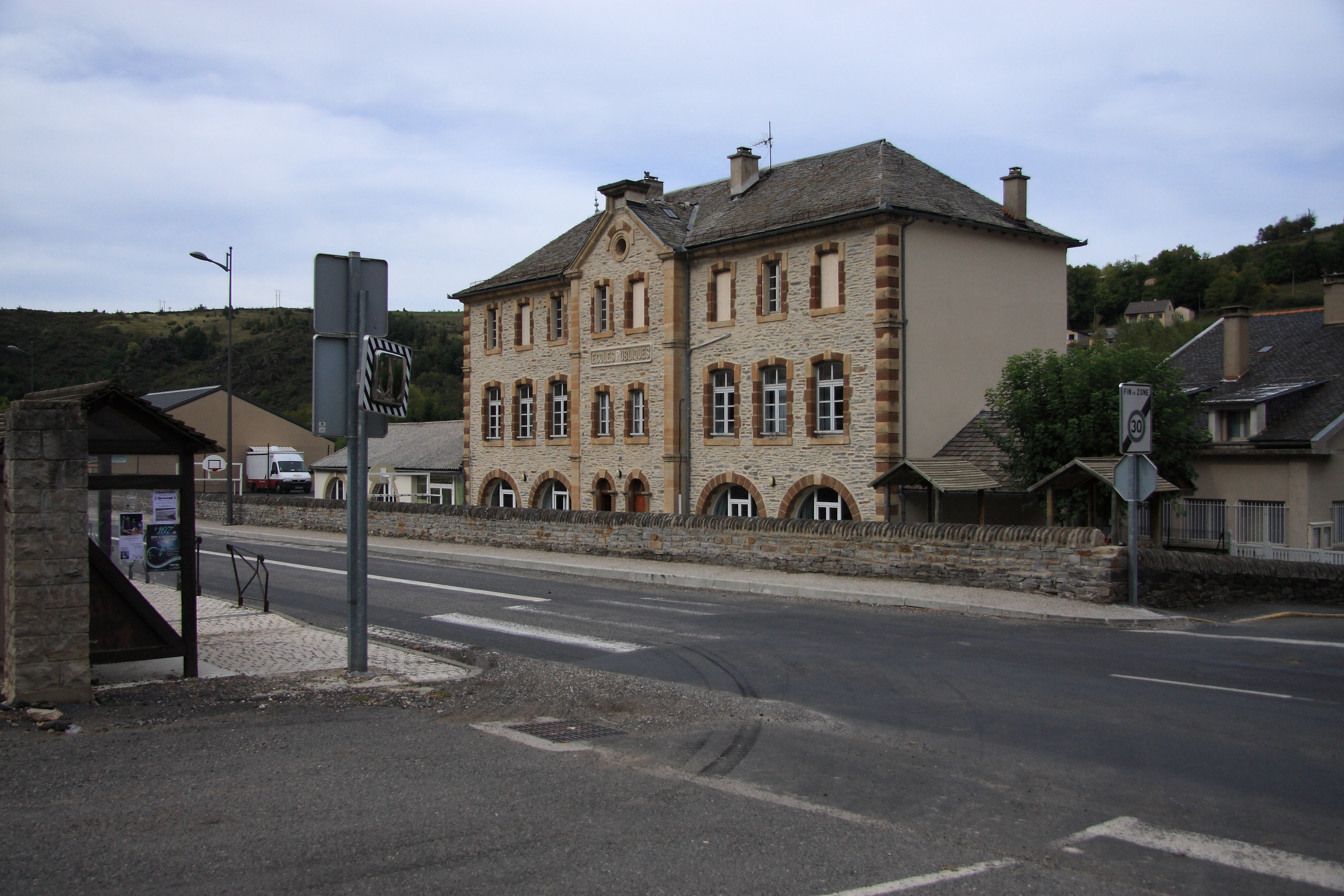
Bagnols-les-Bains : l'école.

Bagnols-les-Bains possède un groupe scolaire accueillant les élèves du village de la TPS au CM2.

## Économie
L'économie de la région repose essentiellement sur l'agriculture, car très rurale. Le tourisme joue aussi un rôle important. En effet, la région attire notamment les randonneurs venus gravir le Mont Lozère. Le tourisme thermal existe grâce à la station thermale de Bagnols-les-Bains. Il y a également une station de ski au Bleymard.

## Culture locale et patrimoine

### Lieux et monuments
- Chapelle de la Trinité du Chalet du Mont Lozère.

#### Bagnols-les-Bains
- Église Sainte-Énimie de Bagnols-les-Bains.
- Le Vallon du Villaret:  « Parc de Découverte » ouvert en 1993
- Plan d'eau
- Forêt domaniale de 1 000 ha de la Loubière

#### Belvezet
- Gare de Belvezet
- Église Saint-Jean de Belvezet.

##### Patrimoine naturel
- Belvezet  est inclus dans la zone naturelle d'intérêt écologique, faunistique et floristique (ZNIEFF) continentale de type 2 du « Plateau de Lussan et Massifs Boisés », soit 37 159,43 hectares sur 40 communes dont Belvezet.

#### Le Bleymard
- La chapelle de Saint-Jean-du-Bleymard du XIIe siècle, classée aux monuments historiques en 1979[29].
- Église Saint-Jean-Baptiste du Bleymard.
- La draille de Languedoc : chemin de transhumance qui marque encore le paysage sur la montagne du Goulet, le long de la D 20, et sur le mont Lozère.
- Maison Peytavin.

#### Chasseradès
- Église Saint-Blaise de Chasseradès, de style roman du XIIe siècle. L'édifice a été classé au titre des monuments historiques en 1943[30].
- Le viaduc de Mirandol, mis en service en 1902, surplombe le village de Mirandol et supporte la ligne ferroviaire du Monastier à La Bastide-Saint-Laurent-les-Bains.

#### Mas-d'Orcières
- Le clocher de tourmente du village de Serviès classé monuments historiques[31].
- Église Saint-Privat d'Orcières.

#### Saint-Julien-du-Tournel
- Les clochers de tourmente des villages des Sagnes, d'Oultet et d'Auriac sont classés monuments historiques :
  - Clocher de tourmente d'Oultet. Les Façades et toitures du clocher ont été inscrits au titre des monuments historiques en 1992[32].
- Église Saint-Julien de Saint-Julien-du-Tournel. L'édifice a été classé au titre des monuments historiques en 1931[33].
- Le château du Tournel surplombant le Lot, ancien fief des barons du Tournel.

À noter que c'est un des lieux de tournage de la série française Hero Corp de Simon Astier, dans la saison 1 (les fans reconnaîtront le repère du "plus grand des supers-vilains : The Lord").

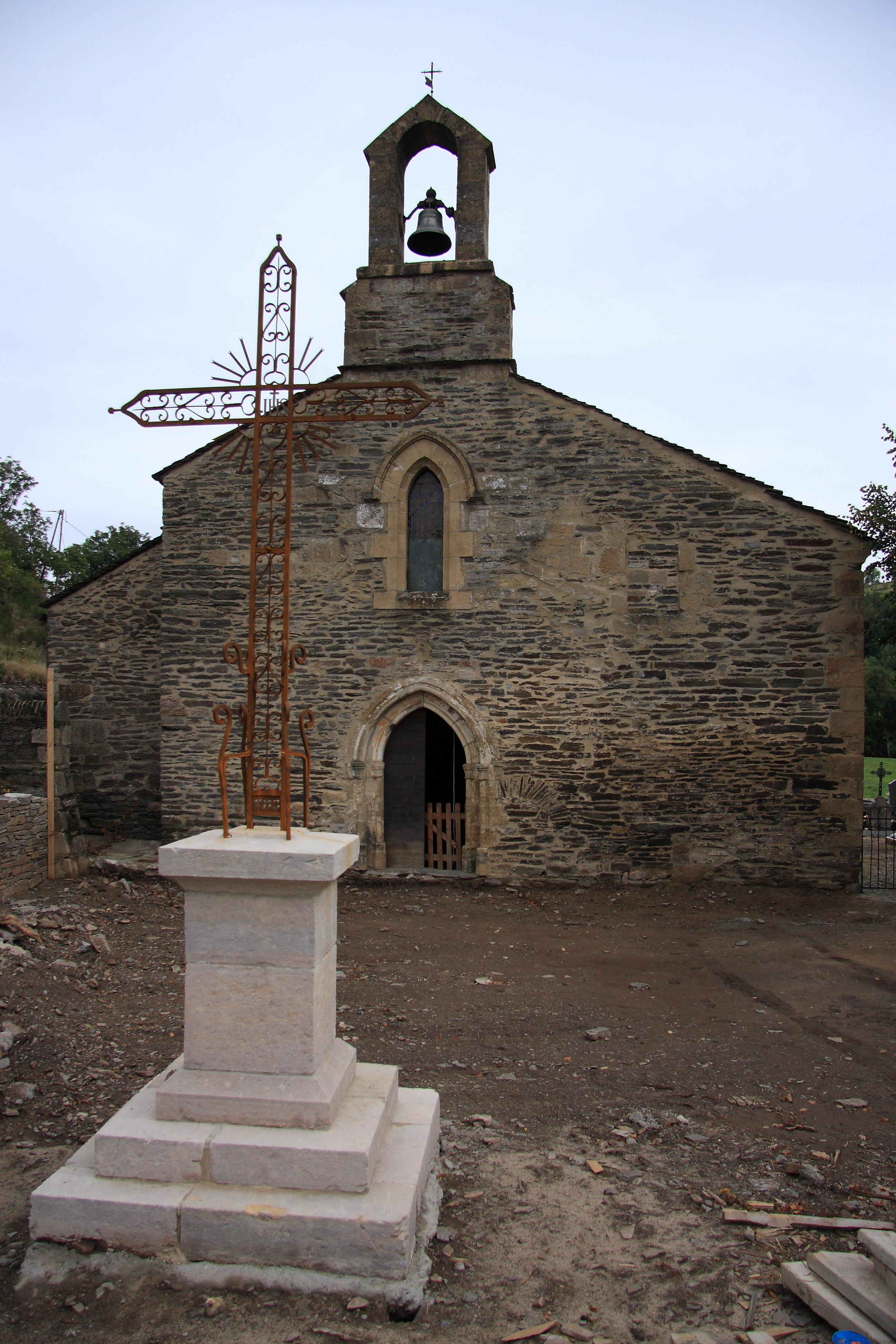
Chapelle de Saint-Jean-du-Bleymard.
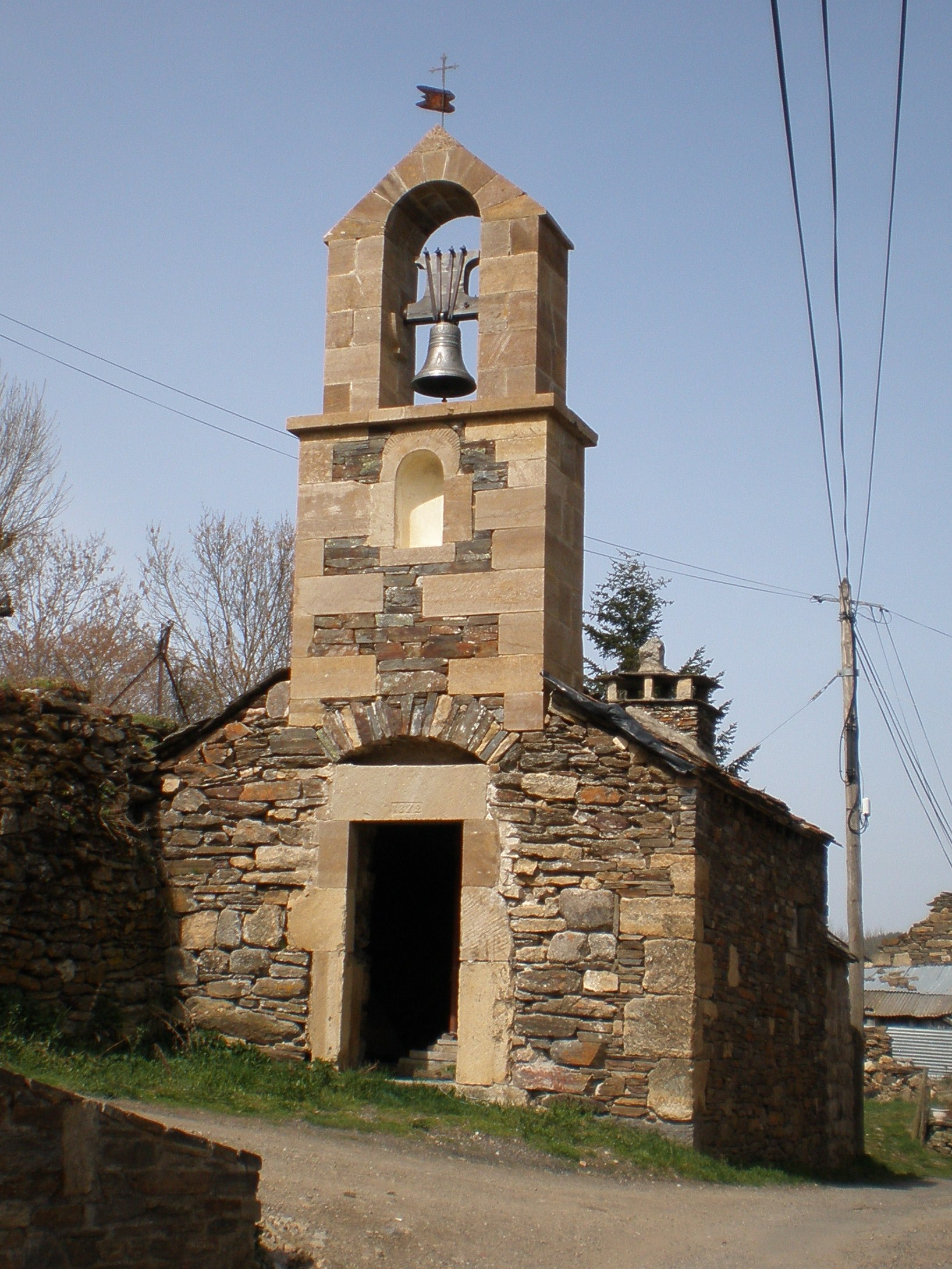
Clocher de tourment d'Oultet.
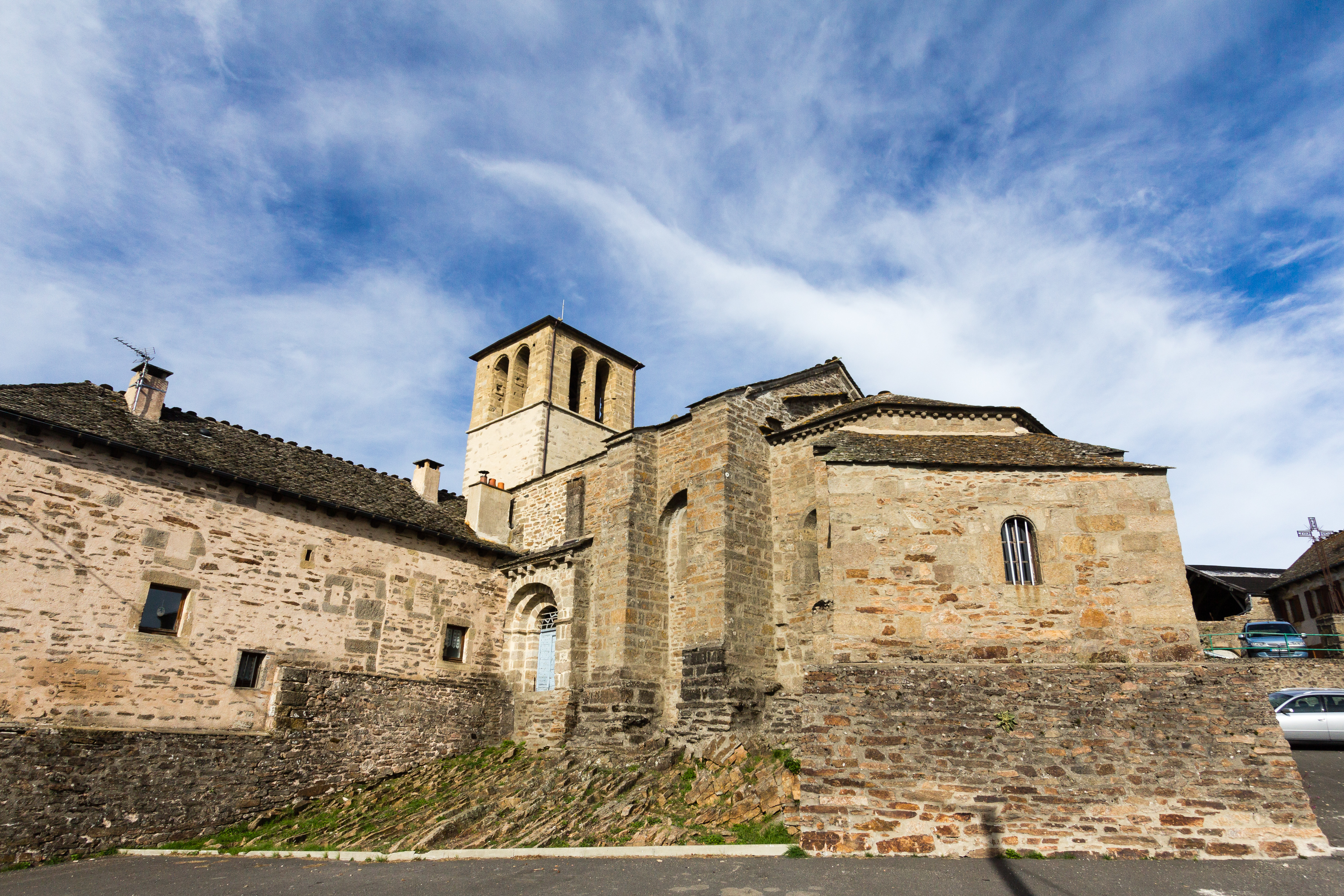
Église Saint-Blaise de Chasseradès.
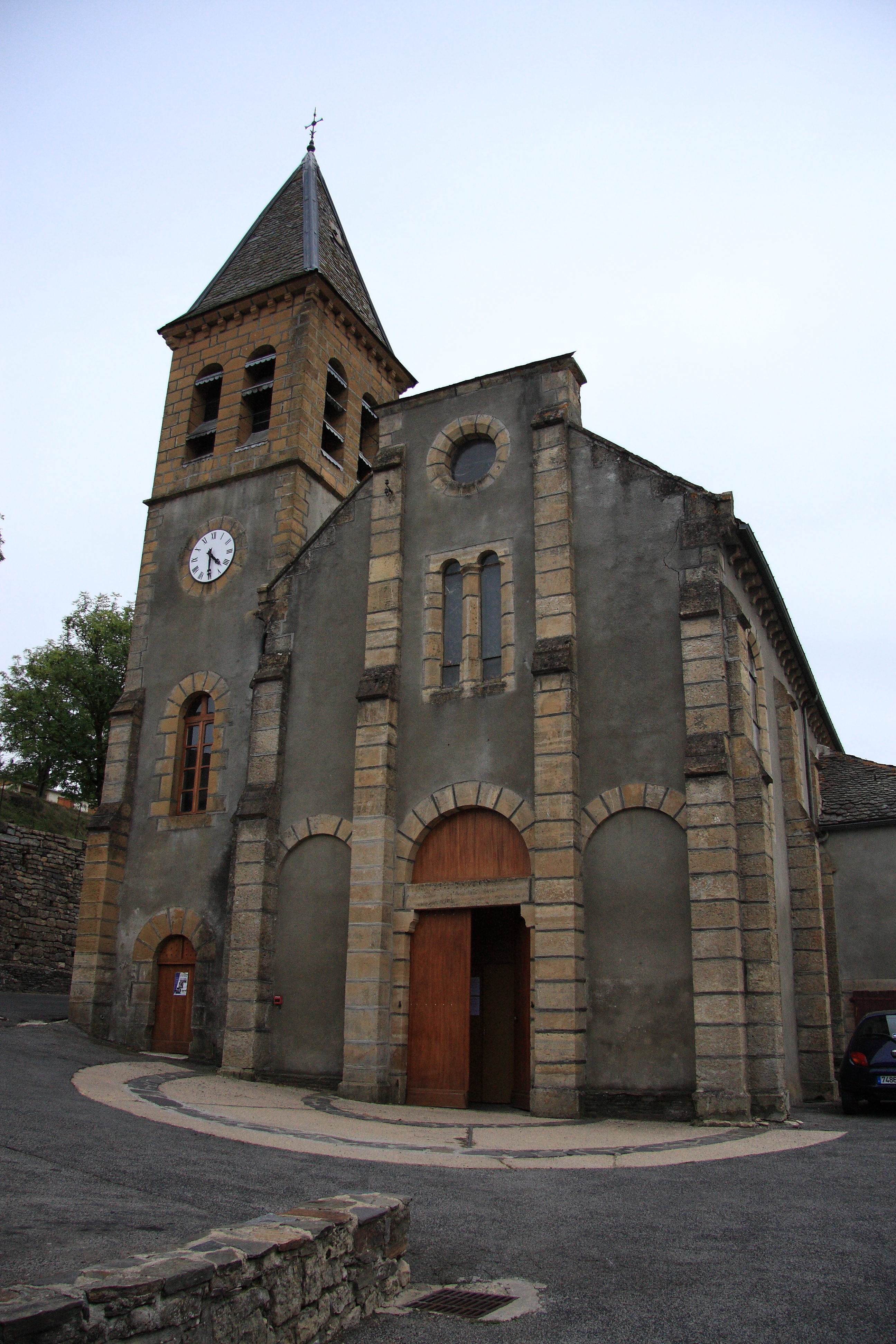
Église Saint-Jean-Baptiste du Bleymard.
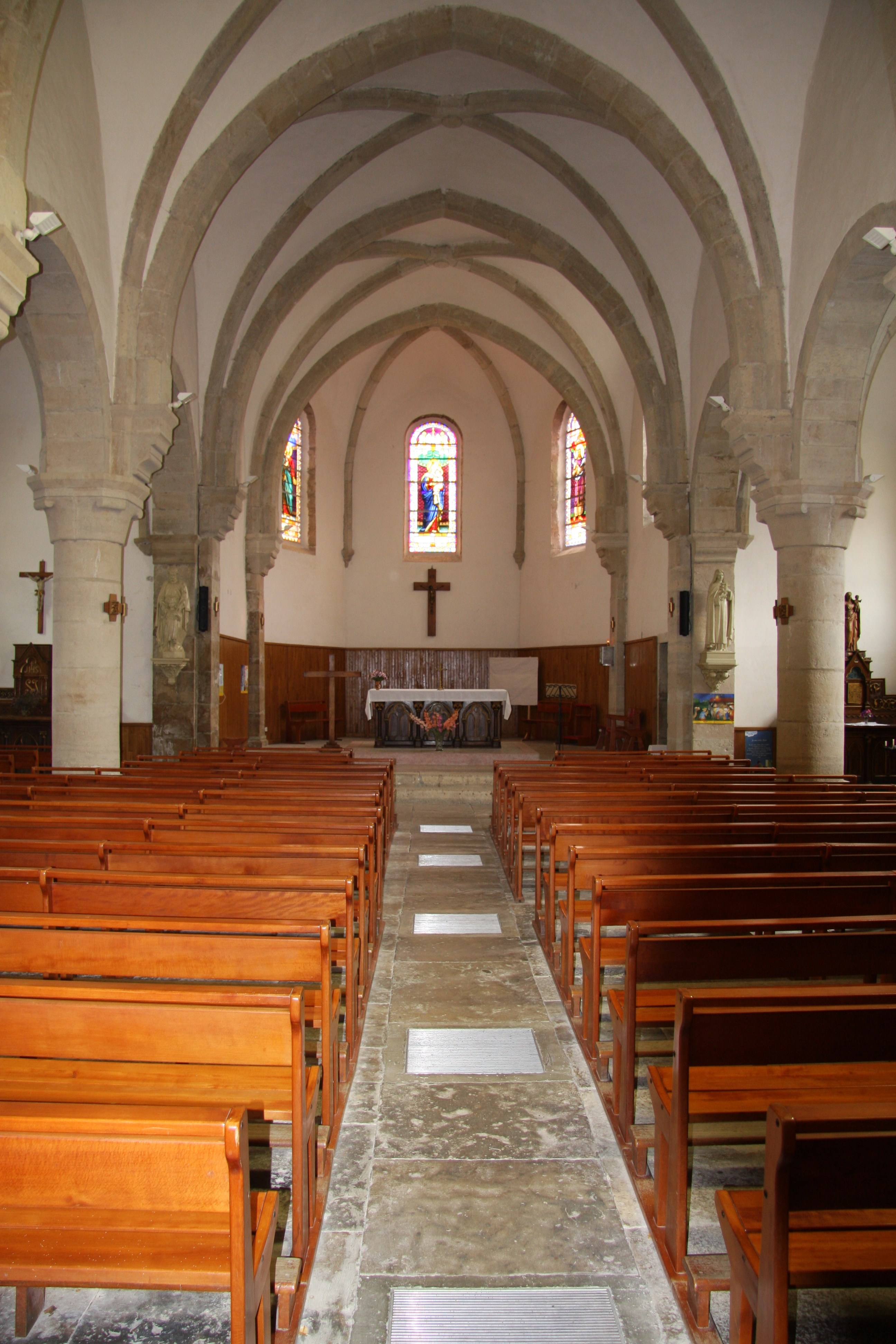
L'intérieur de l'église du Bleymard.
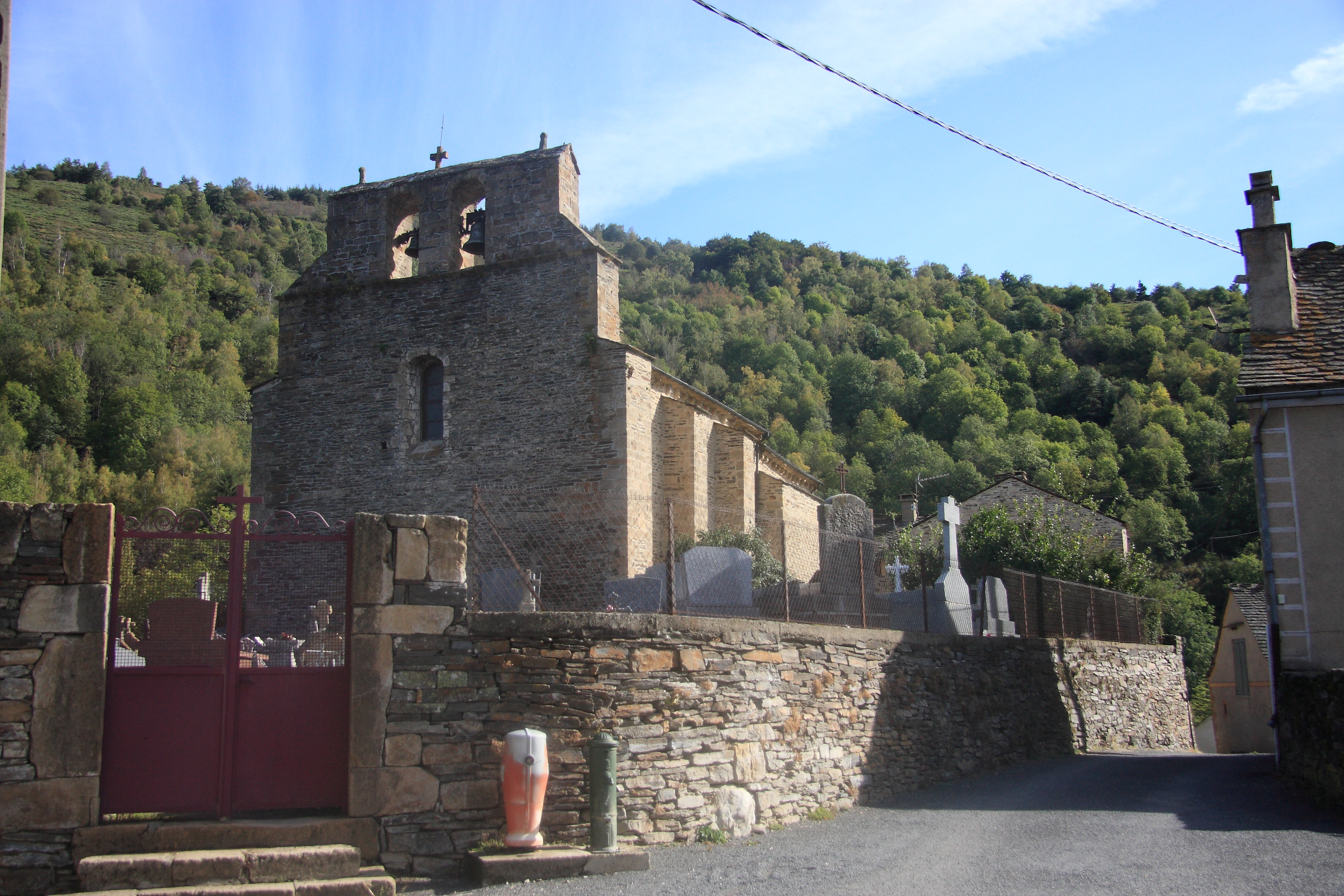
Église Saint-Julien de Saint-Julien-du-Tournel.
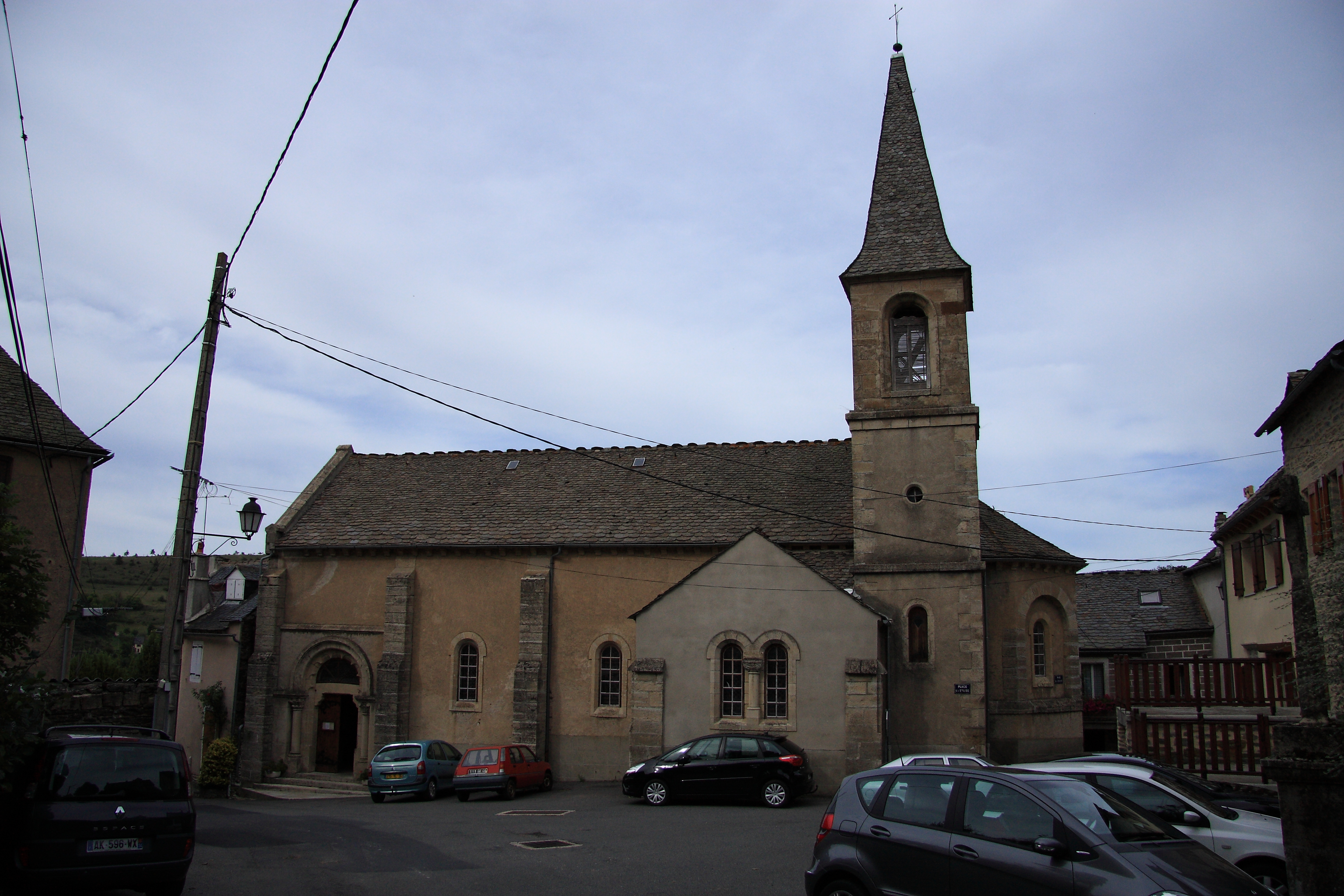
Église Sainte-Enimie de Bagnols-les-Bains.
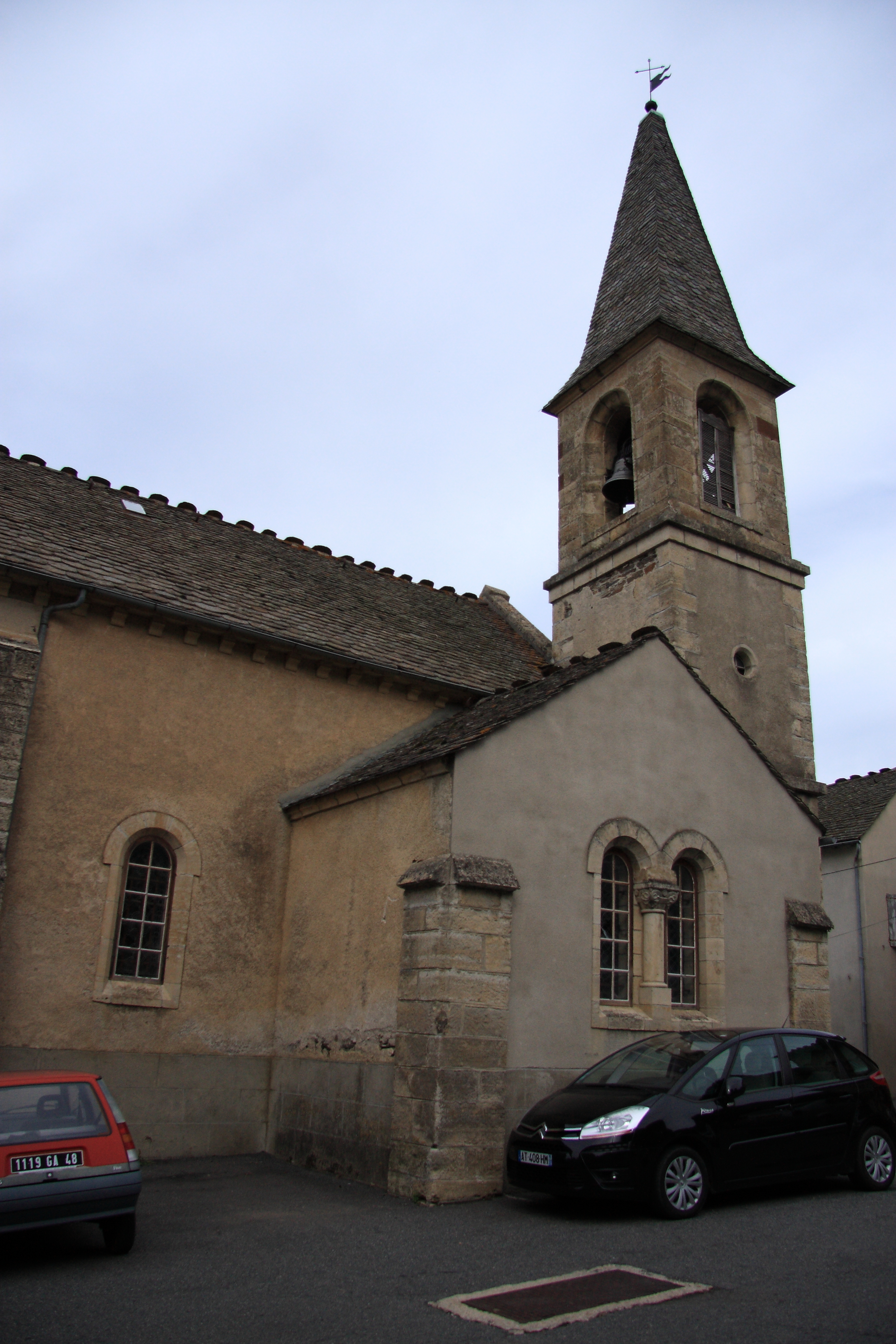
Le clocher de l'église de Bagnols-les-Bains.

### Personnalités liées à la commune
- Henri Rouvière (1876-1952), médecin et anatomiste né au Bleymard. Le collège du Bleymard porte son nom.
- Raymond Lavigne (1922-2014)